# Amegilla capensis
Amegilla capensis là một loài Hymenoptera trong họ Apidae. Loài này được Friese mô tả khoa học năm 1905.
Loài này phân bố ở Zimbabwe.